# Chlamydomonas gloeogama
Chlamydomonas gloeogama là một loài tảo trong họ Chlamydomonadaceae, thuộc chi Chlamydomonas.